# ANAシステムズ
ANAシステムズ株式会社（英: ANA Systems Co., Ltd.）は、東京都大田区に本社を置くANAグループ唯一のIT企業。

## 概要
ANA系CRSシステムableの保守運用を担当する。

## 沿革
- 2013年（平成25年）4月 - 株式会社ANAコミュニケーションズと全日空システム企画株式会社合併により設立
- 2014年（平成26年）7月 - 川崎殿町事業所を開設